# Carex stygia
Carex stygia är en halvgräsart som beskrevs av Elias Fries. Carex stygia ingår i släktet starrar, och familjen halvgräs. Inga underarter finns listade i Catalogue of Life.